# VC Kanti
VC Kanti är en volleybollklubb (damer) från Schaffhausen, Schweiz. Klubben grundades 1973 som VBC Volta. Den har haft sitt nuvarande namn sedan 1978. Efter en del tidigare framgångar på juniornivå debuterade laget 1991 i Nationalliga A, där de spelat sedan dess. Klubben har ett stort antal ligaplaceringar med de fyra bästa, inklusive flera andraplatser, men har aldrig blivit schweiziska mästare. De har däremot vunnit schweiziska cupen tre gånger (1999-2000, 2008-2009 och 2020-2021). De har också deltag i de europeiska cuperna många gånger, med en kvartsfinal i CEV Cup 2008-2009 som bästa resultat.